# Bulbophyllum gomesii
Bulbophyllum gomesii là một loài phong lan thuộc chi Bulbophyllum.